# الذكاء الاصطناعي في الأمن السيبراني

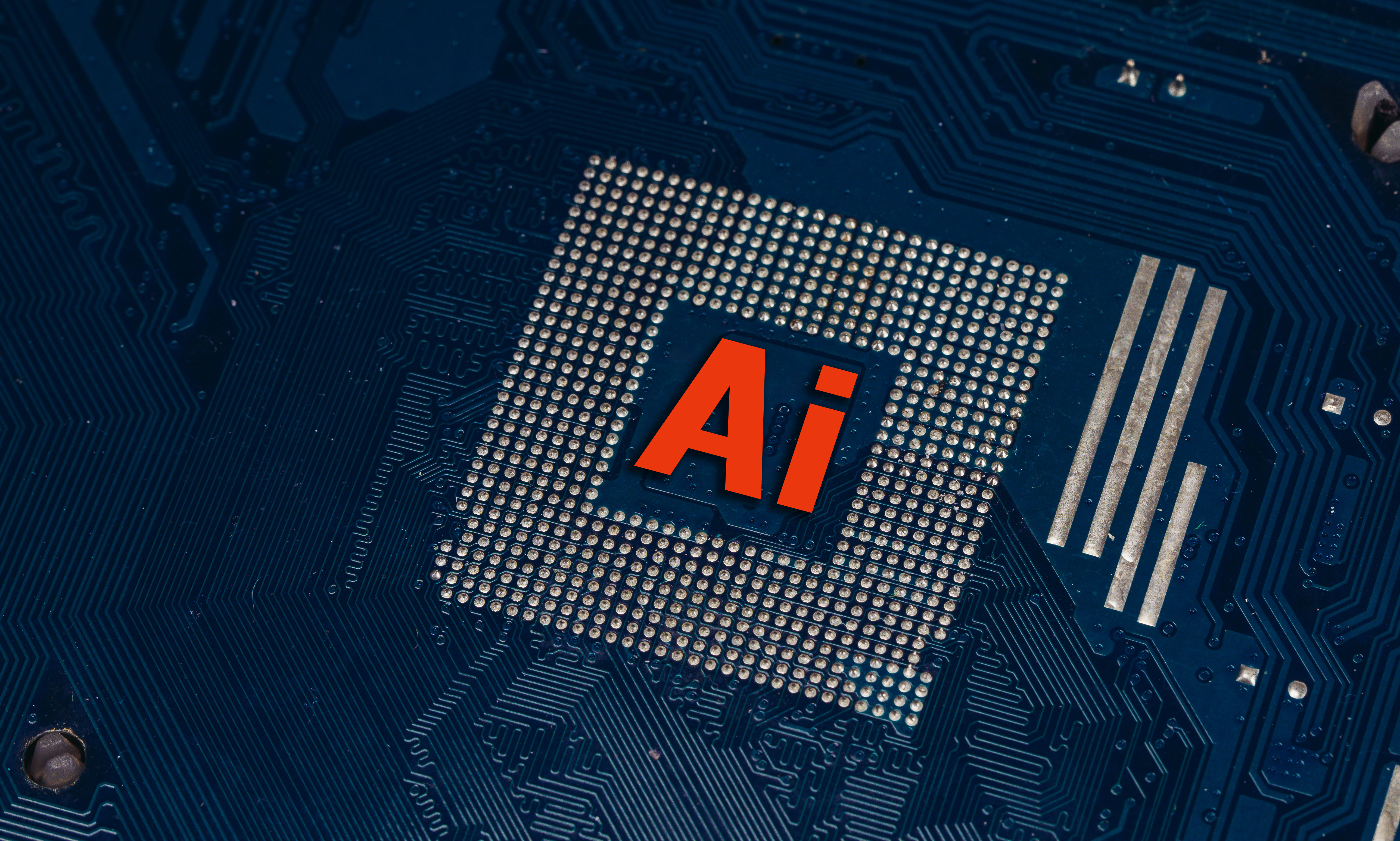
صورة تخيلية للذكاء الاصطناعي

الذكاء الاصطناعي في الأمن السيبراني يُعد من الأدوات الأساسية التي تساهم في تحليل واكتشاف التهديدات الأمنية والاستجابة لها في الوقت الفعلي، مما يقلل من حجم الأضرار المحتملة. يمكن استخدام نماذج الذكاء الاصطناعي في أدوات اختبار الاختراق لتسهيل عملية جمع المعلومات واكتشاف نقاط الضعف في الأنظمة الأمنية.

## أهمية الذكاء الاصطناعي في مجال الأمن السيبراني
تشير التقديرات إلى أن حجم سوق الذكاء الاصطناعي في مجال الأمن السيبراني قد بلغ 17.4 مليار دولار أمريكي في عام 2022، ومن المتوقع أن يصل إلى 102.78 مليار دولار أمريكي بحلول عام 2032، بمعدل نمو سنوي مركب قدره 19.43٪ خلال الفترة بين عامي 2023 و2032. مع تزايد تعقيد تهديدات الأمن السيبراني، مثل الهندسة الاجتماعية وبرامج الفدية، أصبحت الحلول التقليدية غير قادرة على مواجهة هذه التهديدات المتطورة. هنا يأتي دور الذكاء الاصطناعي الذي يقدم استراتيجيات أكثر تقدماً في الكشف عن المخاطر والوقاية منها.

## استخدامات الذكاء الاصطناعي في الأمن السيبراني

### اكتشاف التهديدات والوقاية منها
يمكن للذكاء الاصطناعي تحليل كميات ضخمة من البيانات للكشف عن الأنماط غير المعتادة التي قد تشير إلى وجود تهديدات سيبرانية. على سبيل المثال، في حال قيام موظف بالنقر على رابط تصيد احتيالي، يمكن للذكاء الاصطناعي ملاحظة التغير في سلوك النظام وتنبيه فرق الأمن على الفور، مما يتيح لهم اتخاذ الإجراءات المناسبة بسرعة.

### كشف البرامج الضارة والتصيد الاحتيالي
تتمتع أنظمة الذكاء الاصطناعي بقدرة فائقة على كشف البرامج الضارة ومحاولات التصيد الاحتيالي. يمكن للخوارزميات المتقدمة تحليل البريد الإلكتروني لتحديد الرسائل الاحتيالية بدقة تصل إلى 94%، متفوقة على الأنظمة التقليدية.

### تحليل سجل الأمان
يُستخدم الذكاء الاصطناعي أيضاً في تحليل سجلات الأمان الضخمة باستخدام تقنيات تعلم الآلة لاكتشاف أي شذوذ أو خروقات أمنية حتى وإن لم تكن هناك توقيعات تهديد معروفة مسبقاً. هذا يتيح للشركات القدرة على التصدي للتهديدات المحتملة بشكل أسرع وأكثر فعالية.